# Alexander Meyer (Politiker)
Paul Albrecht Wilhelm Alexander Meyer (* 22. Februar 1832 in Berlin; † 27. Juni 1908 in Friedenau) war ein deutscher Journalist, Politiker (NLP, LV, DFP, FVg) und Freihändler.
Meyer machte das Abitur am Friedrich-Werderschen Gymnasium in Berlin und besuchte anschließend die Berliner Universität. Im Jahre 1860 promovierte er zum Dr. jur. in Würzburg. Er arbeitete jedoch nur kurz als Jurist und betätigte sich dann als Publizist. Ab August 1863 war er Redakteur der Weser-Zeitung und veröffentlichte die Preußischen Jahrbücher.
1867 wurde er zum Sekretär der Breslauer Handelskammer gewählt. Diese Position behielt er bis 1875. 1871 wurde er Generalsekretär des Deutschen Handelstages und Herausgeber des Deutschen Handelsblattes. Er schrieb auch für die Breslauer Zeitung und für Theodor Barths Zeitschrift Die Nation. Von 1876 bis 1879 war er Chefredakteur der Schlesischen Zeitung.
1870 wurde er in eine Kommission gewählt, die an der Gründung der Reichsbank mitwirkte.
Von 1877 bis 1888 vertrat Meyer zunächst die Nationalliberalen, ab 1886 die Fortschrittsliberalen für Breslau und von 1892 bis 1893 für Berlin II. im Preußischen Abgeordnetenhaus.
Er gehörte zunächst der Nationalliberalen Partei (NLP) an. Nach der Zustimmung der NLP zu Bismarcks Schutzzollpolitik  gründete ein Teil der NLP-Mitglieder 1880 die LV (Liberale Vereinigung); auch Meyer schloss sich der LV an. Nach der Reichstagswahl 1881 zog er für die LV in den Reichstag ein, nach der Reichstagswahl 1884 für die DFP (Deutsche Freisinnige Partei), die im März 1884 durch die Fusion von LV und Deutsche Fortschrittspartei entstanden war. Auch 1887, 1890 und 1893 zog er in den Reichstag ein, 1893 für die Freisinnige Vereinigung (FVg).
Meyer zählte zu den undogmatischen Freihändlern und Manchesterliberalen. Er wurde zwecks Vermeidung von Verwechslungen mit anderen Politikern gleichen Familiennamens oft „Meyer-Breslau“ genannt.
Bekannt wurde sein Ausspruch „Das Bier, das nicht getrunken wird, hat seinen Beruf verfehlt“, den er 1880 im Preußischen Landtag tätigte.

## Schriften
- Zum Begriff der Sozialpolitik. In: Preußische Jahrbücher. Band 14, 1864 (online bei Archive.org)
- Die Verantwortlichkeit der Beamten. In: Preußische Jahrbücher. Band 15, 1865
- Der achte volkswirtschaftliche Kongreß. In: Preußische Jahrbücher. Band 16, 1866
- Die Steigerung der Arbeitslöhne. In: Die Gegenwart. Band 3, 1873
- Über Altersversicherung der Arbeiter, Volkswirtschaftliche Zeitfragen (Heft 74), Berlin 1889
- Aus guter alter Zeit. Berliner Bilder & Erinnerungen. 1909